# بل پلاین (کانزاس)
بل پلاین (به انگلیسی: Belle Plaine) شهری در ایالت کانزاس کشور ایالات متحده آمریکا است که جمعیت آن در سرشماری سال ۲۰۱۰ میلادی، ۱٬۶۸۱ نفر بوده‌است.